# Школьная площадь (Выборг)
Школьная площадь (фин. Myllymäenaukio) — площадь в Выборге между Московским проспектом и бульваром Кутузова, соединённых Школьным переулком. Имеет форму криволинейной трапеции площадью около 3000 квадратных метров и сложный рельеф.

## История
Территория, отведённая под площадь, до конца XIX века относилась к Петербургскому форштадту — выборгскому предместью с нерегулярной деревянной застройкой. В 1861 году выборгским губернским землемером Б. О. Нюмальмом был разработан городской план, предусматривавший снос устаревших укреплений Рогатой крепости и формирование сети новых прямых улиц, разделивших территорию бывшего форштадта на участки правильной формы. Согласно плану на склоне холма была сформирована площадь. Но передел границ владельческих участков со сносом старых деревянных домиков заняли много лет: вплоть до 1887 года здесь стояла ветряная мельница, чем и обусловлено первое название — площадь Мельничной Горы (фин. Myllymäenaukio, швед. Kvarnbacken torget). Застройка площади каменными домами стала формироваться на рубеже XIX—XX веков. После Советско-финляндской войны (1939—1940) площадь называлась Мельничной, но в 1945 году, после Великой Отечественной войны, её переименовали в Школьную, так как на площади находится сразу три учебных заведения.
Согласно генеральному плану развития Выборга 1929 года, разработанному архитектором О.-И. Меурманом, площадь должна была приобрести значение важного транспортного узла при въезде в центр города по проектировавшейся широкой автомагистрали Калеванкату (ныне Первомайская улица). Для этого через площадь началась прокладка новой улицы Мюллюмяенкату по направлению к Вокзальной площади. Так появился ныне безымянный проезд, соединяющий площадь и Ленинградское шоссе. Оставшаяся часть площади отводилась под небольшой стадион. Однако проект автомагистрали не был выполнен по причине войны, и за всей площадью закрепилась функция стадиона для образовательных учреждений. Здания, окружающие площадь и пострадавшие от военных действий, восстановлены в послевоенное время. А в 1970-х годах было завершено визуальное формирование Школьной площади путём строительства девятиэтажного жилого дома с магазином на бульваре Кутузова и здания телеграфа на Московском проспекте.
Процесс застройки площади завершился строительством в 2002 году восьмиэтажного жилого дома с магазинами; в 2008 году проведена реконструкция школьной спортивной площадки.
Школьная площадь — одно из мест, где «фиксируется» выборгское время: на фасаде обращённого к площади пожарного депо расположены городские часы (подобным образом на Вокзальной площади время можно узнать, обратившись к фасаду Выборгского вокзала; на других площадях Выборга — Соборной, Рыночной и Красной — имеются часовые башни, но главная Часовая башня Выборга расположена вблизи от площади Старой Ратуши). 
С 2008 года, после разделения всей территории Выборга на микрорайоны, Школьная площадь относится к Центральному микрорайону города.

## Здания

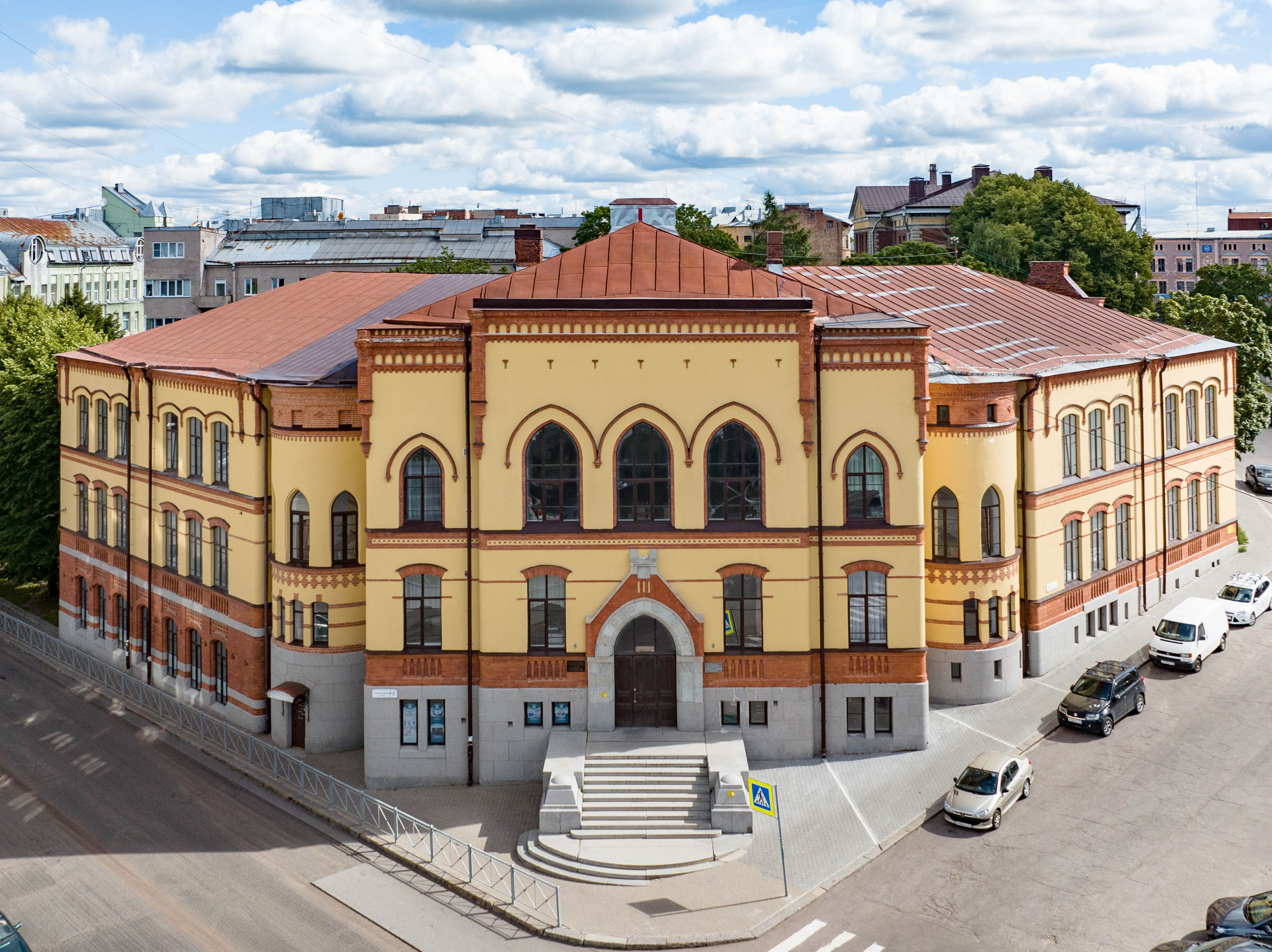
Здание бывшей финской женской гимназии

- Школа № 7, здание бывшей Репольской начальной школы (Школьная пл., д. 4). Архитектор Й.Б. Бломквист, 1902 год.
- Профессиональный колледж «Александровский», бывшее здание финской женской гимназии (Школьная пл., д. 2). Архитектор Ю.Я. Аренберг , 1906 год. На боковом фасаде указана дата ремонта — 1940 год.
- Выборгское пожарное депо (бул. Кутузова, д. 47). Архитектор Й.Б. Бломквист, 1906 год.
- Школа № 11, здание бывшей финской школы совместного обучения (Школьная пл., д. 5). Архитекторы К.А. Шульман и Г. Фразер, 1912 год.
- Жилой шестиэтажный дом (Школьный пер., д. 3). Архитектор  В. Кейнянен, 1927 год.
- Бывшее здание страховой компании «Карьяла» (Ленинградское шоссе, д. 7). Архитектор  О. Пёюрю, 1943 год.
- Жилой девятиэтажный дом с магазином (бул. Кутузова, д. 43). Архитектор Б.И. Соболев, 1974 год.
- Телефонная станция (Московский пр., д. 26). Архитекторы Т.Б. Боровкова и Г.А. Смирнов, 1976-1980 гг.
- Жилой восьмиэтажный дом (Школьный пер., д. 1), 2002 год.

## Изображения

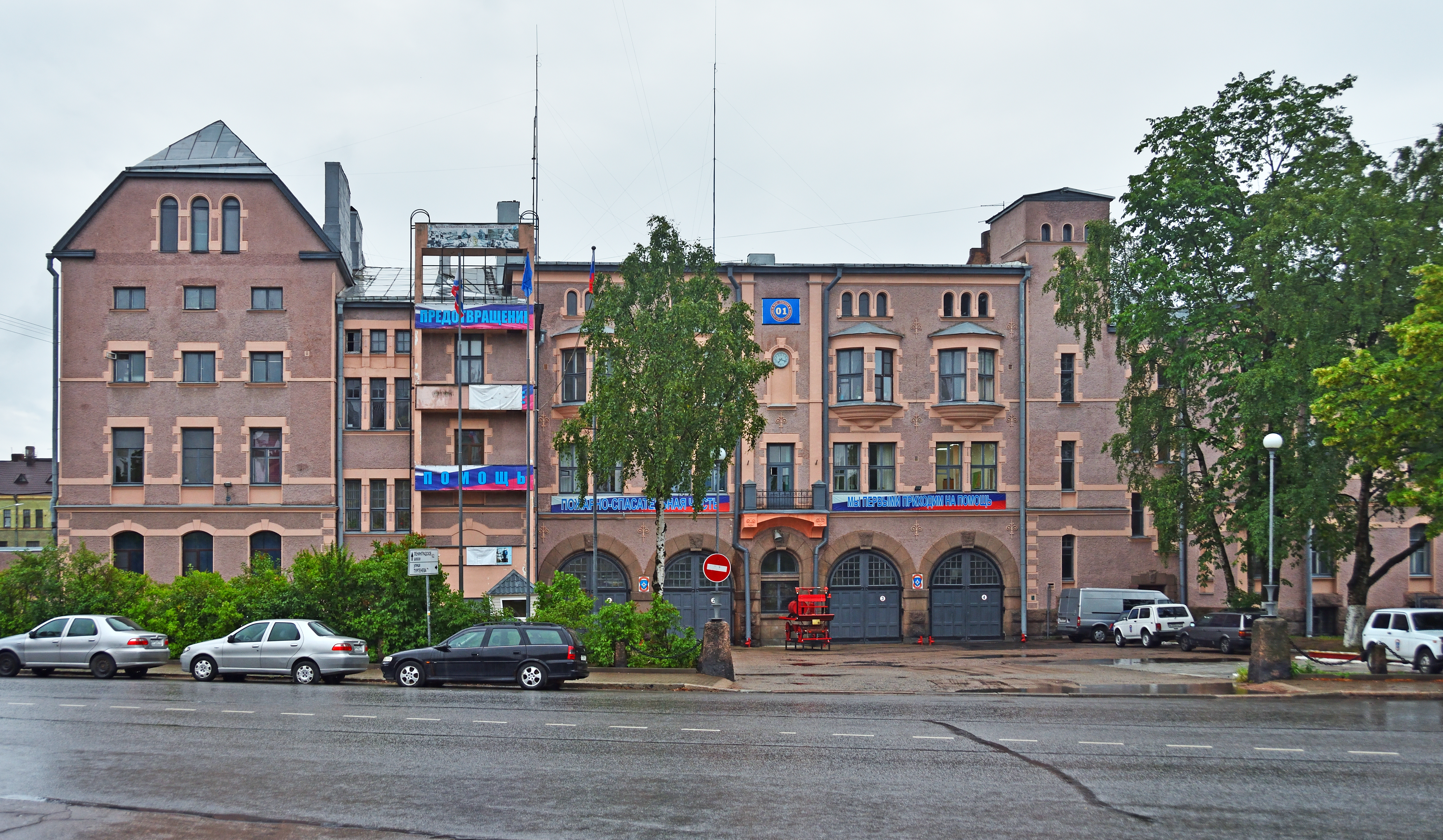
Пожарное депо
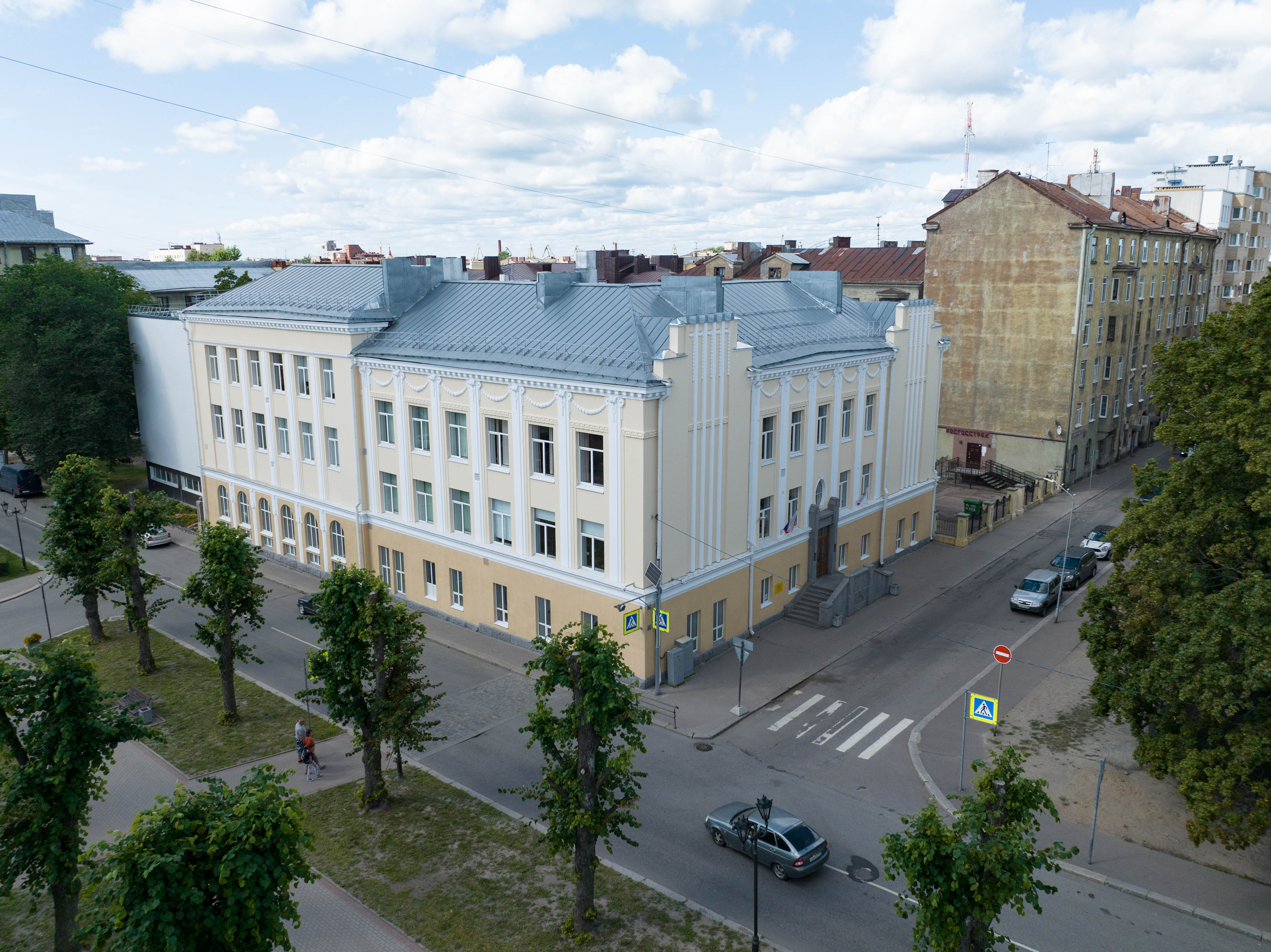
Школа № 11
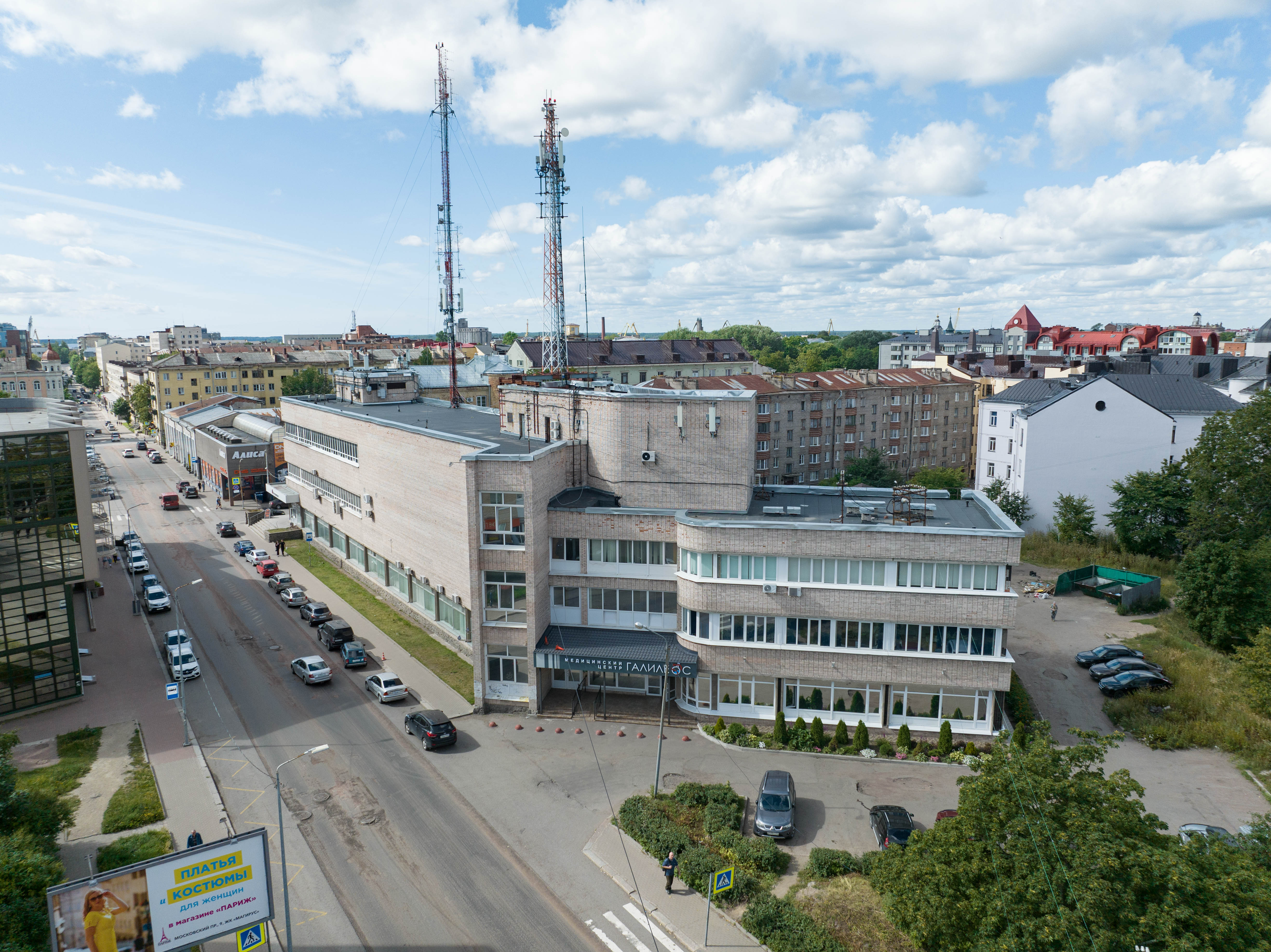
Телефонная станция
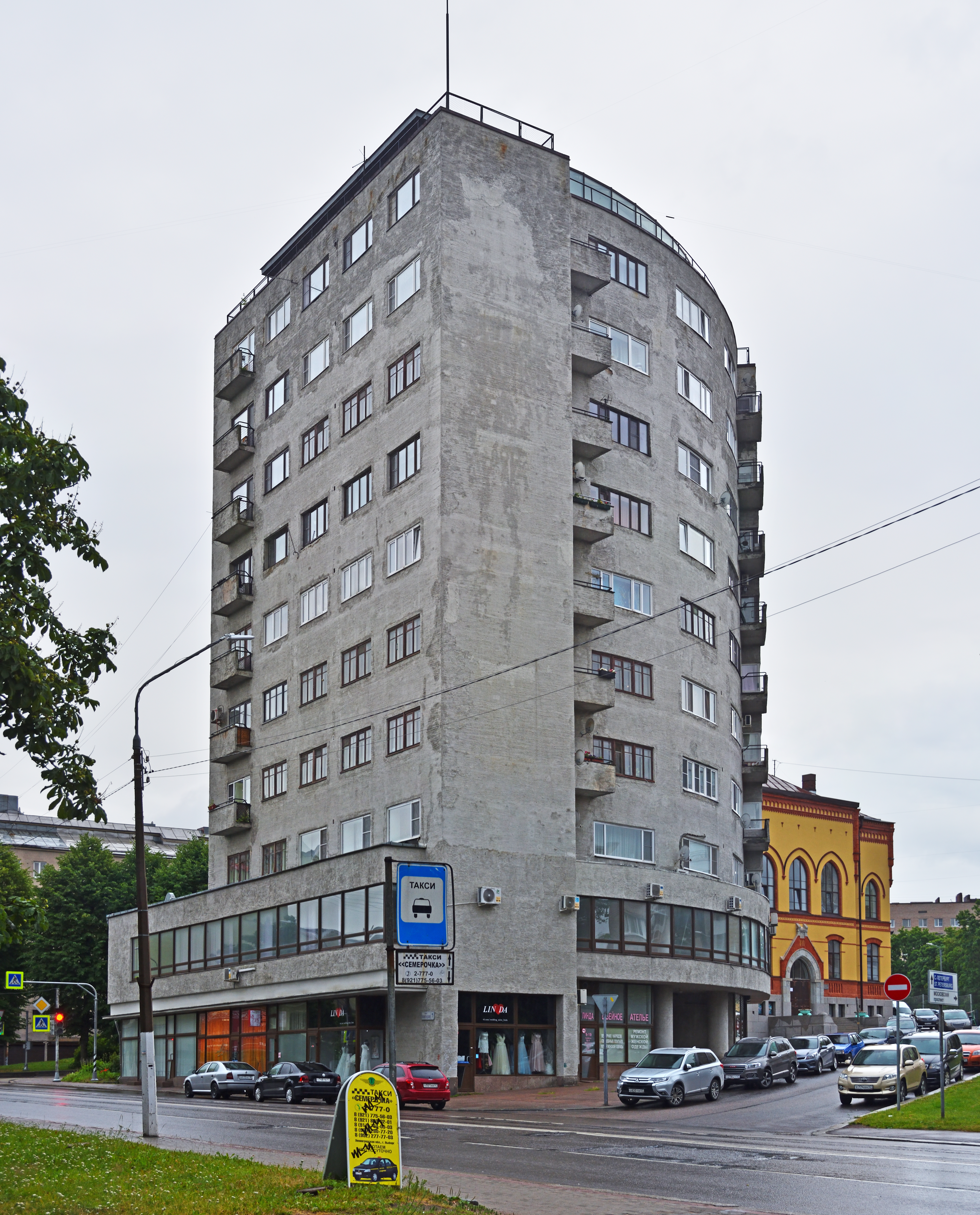
Бывшее здание страховой компании «Карьяла»
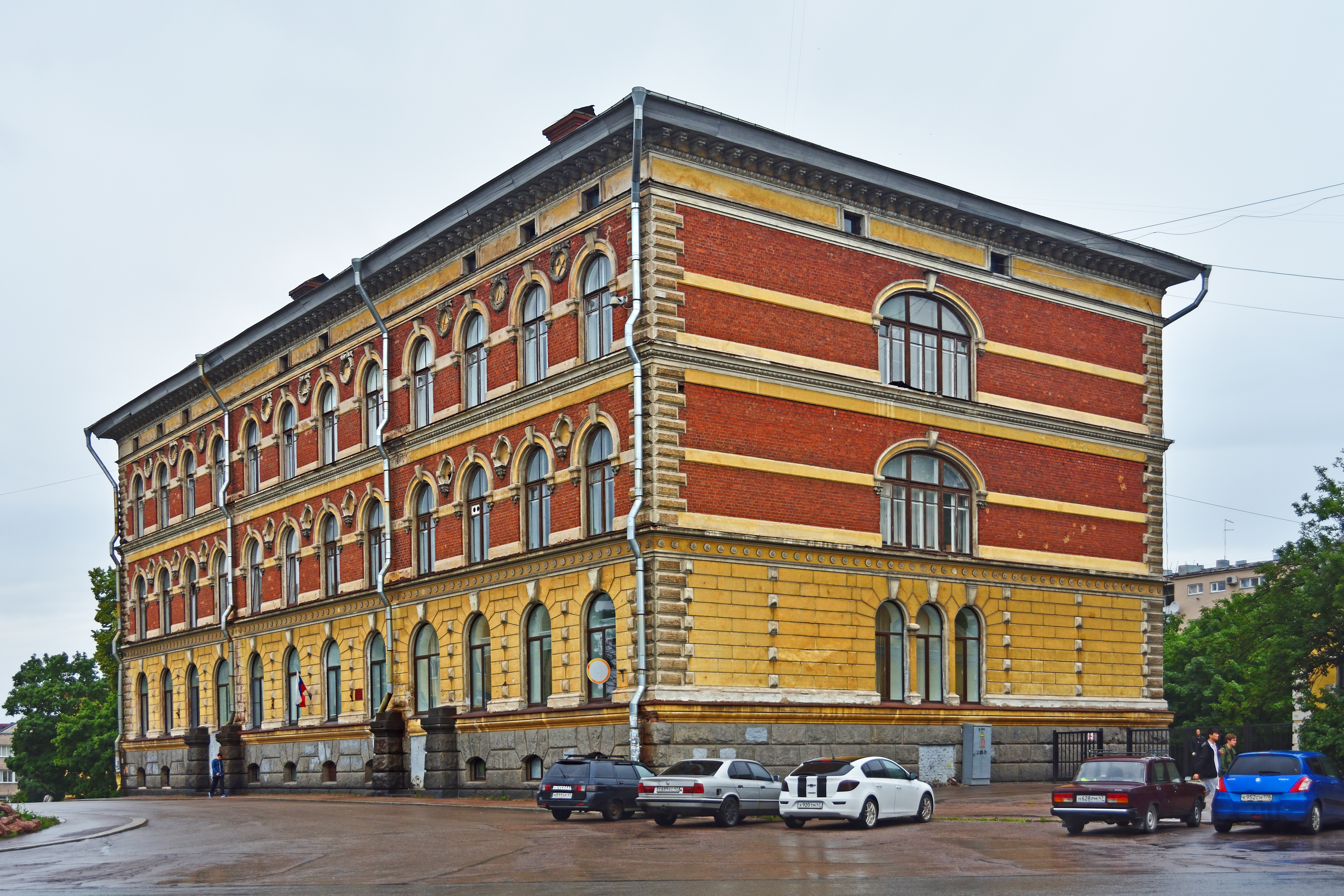
Школа № 7